# Driemond
Driemond est un village de la province de Hollande-Septentrionale aux Pays-Bas. Il fait partie de la commune d'Amsterdam.
Le district statistique compte environ 1 500 habitants dont 1 422 pour le village lui-même (2005).
Avant 1966, Driemond faisait partie de la commune de Weesperkarspel. Le nom de Driemond signifie « trois embouchures » et fait allusion aux trois rivières Gein, Gaasp et Smalle Weesp qui se rejoignent dans la ville.